# 金炳春
金炳春（韓語：김병춘，1966年6月13日—），韓國男演員。

## 演藝生涯
- 1982年於電影《明日棒球王（朝鲜语：내일은 야구왕）》作爲電影演員出道，之後在 KBS電視劇和 MBC電視劇中出演配角。
- 1988年首次出演話劇。
- 1990年代中期與演員尹多勳、金東碩、鄭殷杓、嚴孝燮、成東鎰、趙升衍（朝鲜语：조승연 (배우)）等一起出演話劇。

## 演出作品

### 電視劇
- 2005年：SBS《流行70》
- 2005年：MBC《辛旽》飾演 金元命
- 2007年：KBS《無法阻擋的婚姻》
- 2009年：KBS《千秋太后》飾演 李洙正
- 2009年：MBC《令人垂涎之島》
- 2009年：tvN《丈夫死了》
- 2010年：MBC《Gloria》飾演 李允培
- 2011年：SBS《城市獵人》飾演 鄭宇賢
- 2011年：JTBC《發酵家族》飾演 韓平萬
- 2012年：MBC《Dr. JIN》飾演 金秉玉
- 2012年：SBS《大風水》飾演 恭讓王
- 2012年：KBS《田禹治》飾演 李采八
- 2013年：SBS《來自星星的你》飾演 李輝京的課長
- 2013年：JTBC《荊棘花》飾演 姜主哲
- 2013年：tvN《你是誰》飾演 王先生
- 2013年：tvN《請回答1994》飾演 鄭萬戶
- 2014年：JTBC《我們能相愛嗎》飾演 崔代表
- 2014年：tvN《花樣爺爺搜查隊》飾演 俊赫父親
- 2014年：MBC《說出你的願望》飾演 池尚根
- 2014年：Naver Cast TV《吸血鬼之花》
- 2014年：tvN《我的秘密飯店》飾演 黃東裴
- 2014年：OCN《壞小子們》飾演 雨天連環殺人犯
- 2014年：JTBC《善巖女高偵探團》飾演 趙阿拉的父親
- 2015年：MBC《女王之花》飾演 崔岷秀
- 2015年：MBC《憤怒的媽媽》飾演 吳達奉
- 2015年：KBS《蒙面檢察官》飾演 朴東彪
- 2015年：tvN《隱藏身份》飾演 馬尚旭
- 2015年：tvN《第二個二十歲》飾演 成教授
- 2015年：MBC《甜蜜的家族》飾演 趙東春
- 2015年：SBS《Remember－兒子的戰爭》飾演 梁玄秀
- 2016年：tvN《吹笛子的男人》
- 2016年：SBS《大撲》飾演 骨蛇
- 2016年：tvN《Dear My Friends》
- 2016年：OCN《38師機動隊》飾演 姜魯勝
- 2016年：MBC《拖旅行箱的女人》飾演 黃事務長
- 2016年：SBS《藍色海洋的傳說》飾演 副院長
- 2017年：MBC《逆賊：偷百姓的盜賊》飾演 萬石
- 2017年：MBC《自體發光辦公室》飾演 許久東
- 2017年：MBC《守望者》飾演 徐寶美的父親
- 2017年：MBC《多樣的兒媳》
- 2017年：MBC《王在相愛》飾演 崔世延
- 2017年：tvN《名不虛傳》飾演 權智
- 2017年：SBS《李判史判》飾演 首爾中央地方法院的法院長
- 2017年：MBC《金錢之花》飾演 姜弼州的養父
- 2018年：tvN《Cross》飾演 朴道謙
- 2018年：MBC《壞爸爸》飾演 朴民植
- 2019年：MBC《The Banker》飾演 韓民久
- 2019年：SBS《初次見面我愛你》飾演 具澤燦
- 2020年：JTBC《我們，愛過嗎》飾演 王成奎
- 2020年：SBS《火鳥2020》飾演 朴光哲
- 2020年：tvN《女神降臨》飾演 新春高中副校長
- 2021年：JTBC《IDOL：The Coup》（特別出演）
- 2021年：JTBC《只一人》飾演 趙醫生
- 2021年：MBC《衣袖红镶边》飾演 沈辉元
- 2023年：MBC《木偶的季節》飾演 裴正國
- 2023年：JTBC《車貞淑醫生》飾演 林宗權
- 2023年：MBC《烈女朴氏契約結婚傳》飾演 崔理事
- 2024年：SBS《財閥X刑警》飾演 黃成久
- 2024年：KBS2《隨意愛我吧》飾演 金七福
- 2024年：tvN《正年》飾演 李勇根
- 2025年：ENA《你的味道》飾演 春承的父親

### 電影
- 1999年：《快樂到死》
- 2003年：《雙重間諜》
- 2003年：《家有艷妻》
- 2004年：《藉著雨點說愛你》
- 2004年：《舞動真情》
- 2006年：《卑劣的街頭》
- 2006年：《我的老婆是老大3》
- 2007年：《極樂島殺人事件》
- 2007年：《瘋狂謀殺》
- 2007年：《間接戀人》
- 2007年：《村金庫連環盜竊事件》
- 2008年：《老婆結婚了》
- 2010年：《不能回頭》
- 2011年：《Be My Guest》
- 2011年：《奇怪的客人們》
- 2015年：《貓咪的葬禮》
- 2015年：《化妝，火葬》
- 2019年：《緝凶對決（朝鲜语：비스트 (2019년 영화)）》飾演 成科長
- 2020年：《說唱藝人（朝鲜语：소리꾼）》

## 外部連結
- NAVER （页面存档备份，存于）
- CINE21 （页面存档备份，存于）
- 金炳春Instagram （页面存档备份，存于）
- Spotvnews （页面存档备份，存于）
- 金炳春基本資料及出演作品 （页面存档备份，存于）（繁體中文）